# Manuel Marín
Manuel Marín González (Ciudad Real, 21 de octubre de 1949-Madrid, 4 de diciembre de 2017) fue un político español, expresidente del Congreso de los Diputados y exvicepresidente y expresidente interino de la Comisión Europea entre marzo de 1999 hasta septiembre del mismo año. Desde este cargo fue el gran impulsor del programa Erasmus para estudiantes europeos.

## Biografía
Era hijo de un político falangista, presidente de la Hermandad de Alféreces Provisionales. Se licenció en Derecho. Posteriormente se especializó en Derecho europeo en la Universidad de Nancy (Francia) y en el Colegio de Europa de Brujas (Bélgica), centro este último por el que poseía el certificado de Altos Estudios Europeos y del que fue posteriormente profesor.
En 1974, ingresó en el Partido Socialista (PSOE) y en las primeras elecciones democráticas tras la muerte de Franco de junio de 1977, resultó elegido diputado por la provincia de Ciudad Real, pasando a ser con 27 años el diputado más joven de la legislatura. Fue reelegido en las elecciones generales de 1979 y 1982.
Después de la victoria del PSOE en las elecciones del 28 de octubre de 1982, fue nombrado en diciembre de 1982, secretario de Estado para las relaciones con las Comunidades Europeas, cargo desde el que participó muy activamente en la fase final de las negociaciones de España con las Comunidades Europeas que culminaron con la firma el 12 de junio de 1985 del Acta de Adhesión de España a las Comunidades Europeas en el Palacio Real de Madrid. Abandonó el cargo en octubre de 1985, al ser propuesto como uno de los dos comisarios españoles a partir de la entrada en vigor del tratado de adhesión.

### Comisión Europea
El 1 de enero de 1986 tomó posesión de su cargo en la Comisión Europea, ejerciendo como vicepresidente de la misma durante varios periodos bajo las presidencias de Jacques Delors y Jacques Santer. Durante este tiempo fue titular de carteras muy variadas, desde la de pesca, hasta la de cooperación al desarrollo y las relaciones con los países del Mediterráneo. Después de la renuncia de Jacques Santer como presidente en 1999 y hasta la toma de posesión de su sucesor Romano Prodi el 16 de septiembre de 1999, asumió la presidencia en funciones.

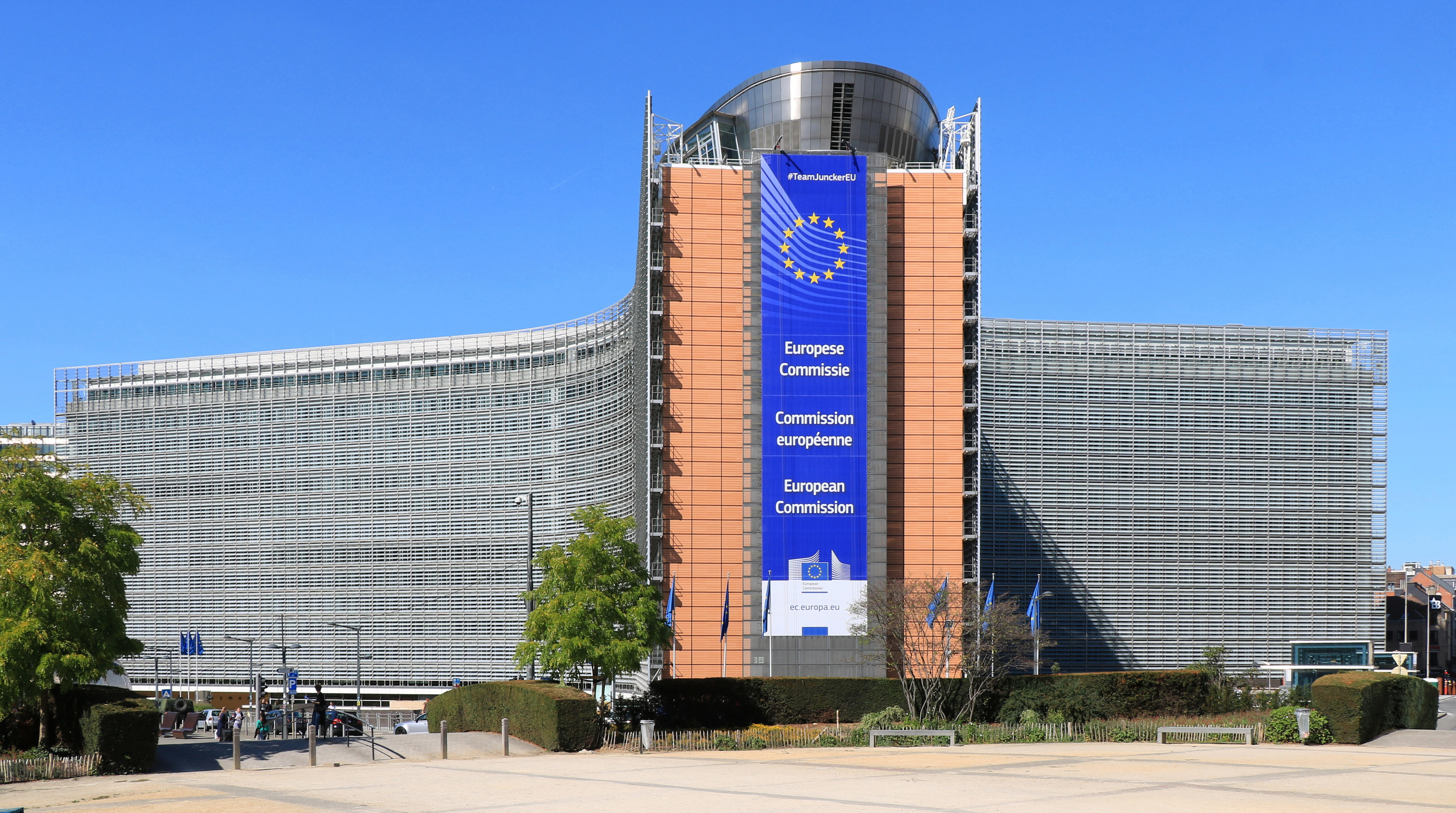
Edificio Berlaymont (Bruselas), sede de la Comisión Europea.

### Presidencia del Congreso de los Diputados
De vuelta a la política española, fue elegido diputado por Ciudad Real en las listas del PSOE en las elecciones generales de 2000 y 2004. En abril de 2004 fue elegido presidente del Congreso de los Diputados de España. El 15 de noviembre de 2007, anunció en Ciudad Real su retirada de la vida política, para dedicarse a la lucha contra el cambio climático.

### Abandono de la política activa
El 22 de julio de 2008, fue nombrado presidente de la Fundación Iberdrola, a propuesta de Ignacio Sánchez Galán, presidente de dicha compañía.
Falleció el lunes 4 de diciembre de 2017 debido a un cáncer.